# Mimulosia orthochroma
Mimulosia orthochroma là một loài bướm đêm thuộc phân họ Arctiinae, họ Erebidae.